# Madonna col Bambino tra i santi Girolamo e Maria Maddalena
La Sacra Conversazione della Madonna col Bambino tra i santi Girolamo e Maria Maddalena è un dipinto a olio su tavola (79,6x122,9 cm) di Cima da Conegliano, databile al 1492-1495 e conservato nella Alte Pinakothek di Monaco di Baviera.

## Descrizione
Questo dipinto raffigura al centro la Madonna col Bambino, a sinistra san Girolamo con una lunga barba bianca, la veste eremitica e la pietra per percuotersi il petto per penitenza, a destra Maria Maddalena con l'ampolla degli unguenti, la veste tipicamente rossa e i lunghi capelli biondi.